# Romolo Re
Romolo Re (Modena, 2 dicembre 1904 – Bolzano, 3 maggio 1945) è stato un calciatore italiano, di ruolo attaccante.

## Carriera
Ha militato in Prima Divisione con il Modena.
Ha poi disputato la Serie B con il Messina e la Serie C con la Reggiana.
Nel 1938-1939 ha militato nel G.S.F. Gonzaga.